# Herminia czernyi
Herminia czernyi är en fjärilsart som beskrevs av Skala 1936. Herminia czernyi ingår i släktet Herminia och familjen nattflyn. Inga underarter finns listade i Catalogue of Life.